# Honorat de Porchères Laugier
Honorat de Porchères Laugier (* 8. Juni 1572 in Forcalquier; † 26. Oktober 1653 in Paris) war ein französischer Dichter und Mitglied der Académie française. Er ist nicht zu verwechseln mit seinem Akademiekollegen François d’Arbaud de Porchères.

## Leben und Werk
Honorat Laugier, der sich Porchères Laugier nannte, wurde am 4. Dezember 1634 in die Académie française (Sitz Nr. 34) gewählt, weil er sich durch Prosa und Dichtung hervorgetan hatte. Richelieu nahm die ihm wenig genehme Wahl zum Anlass, künftig eine Voranfrage bei ihm und geheime Wahl anzuordnen.

## Werke
- Le camp de la Place royalle, ou Relation de ce qui s’y est passé les cinquiesme, sixiesme, & septiesme jour d’avril, mil six cens douze, pour la publication des mariages du Roy, & de Madame, avec l’Infante, & le Prince d’Espagne. Paris 1612.
- Recueil des cartels publiez es presences de leurs MM en la place Royalle le 5 6 & 7 d’avril 1612. Paris 1612.
- Cent lettres d’amour écrites d’Erandre à Cléanthe. Paris 1646.